# Смитс-Фолс (Онтарио)
Смитс-Фолс (англ. Smiths Falls) — город (с 1882 года) в графстве Ланарк (провинция Онтарио), Канада, узловой пункт Канадской тихоокеанской железной дороги. Население Смитс-Фолс, расположенного в 60 км юго-западнее столицы Канады Оттавы, в 2021 году составляло 9254 человека.

## География
Смитс-Фолс расположен в юго-восточной части провинции Онтарио в графстве Ланарк, в 60 км юго-западнее столицы Канады Оттавы. Город располагается на реке Ридо, в его черте расположены три шлюза канала Ридо и узловая станция Канадской тихоокеанской железной дороги. Площадь города составляет 9,66 км².

## История
400 акров земель на реке Ридо на месте современного Смитс-Фолса были изначально выделены в 1876 году британской короной для освоения лейтенанту-лоялисту Томасу Смиту, в честь которого эта территория и получила своё имя. Близлежащие водопады на первых порах обеспечивали водой фермы и энергией мануфактуры. Однако настоящее развитие региона началось в 1826 году благодаря Абелю Расселлу Уорду и ускорилось в результате строительства канала Ридо, один из ключевых шлюзов которого расположился поблизости.
Смитс-Фолс получил официальный статус города в 1882 году. Его развитию после 1884 года способствовала прошедшая рядом Канадская тихоокеанская железная дорога, обеспечивавшая быструю доставку грузов в Монреаль с его грузовым портом. Впоследствии Смитс-Фолс стал её узловым пунктом и одним из первых населённых пунктов Онтарио, принявших официальный план развития. Благодаря этому Смитс-Фолс быстро превзошёл соседний Мерриквилл, бывший ранее процветавшим коммерческим центром благодаря транспорту по каналу Ридо.

## Экономика и туризм

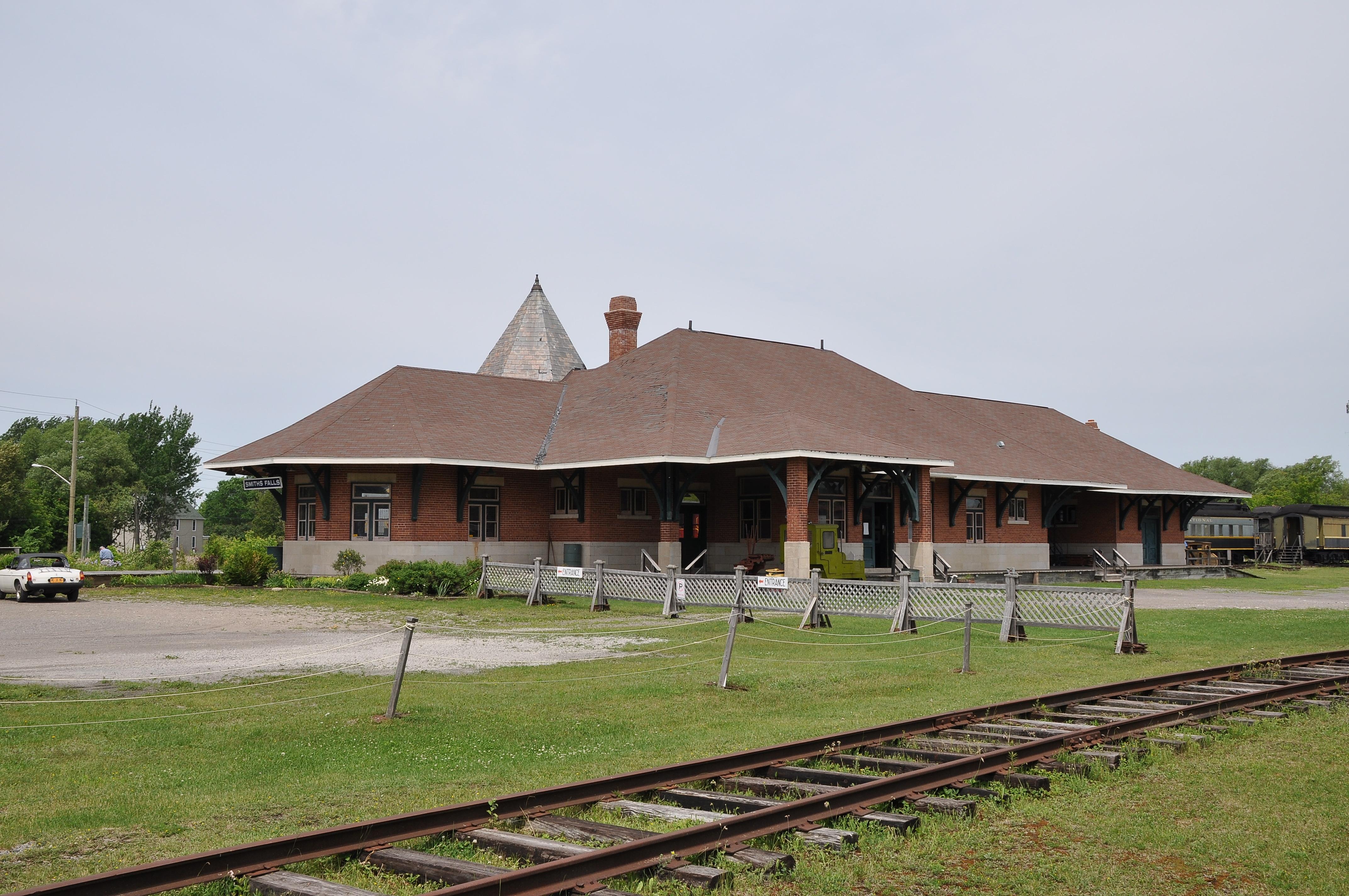
Железнодорожный музей Восточного Онтарио

Удобное расположение города стало причиной размещения в нём промышленных предприятий таких фирм как Coca-Cola, RCA Victor, Hershey’s и другие. В Смитс-Фолсе производятся электрическая и прочая техника, еда, напитки и полиграфические материалы. Город также является местом расположения Регионального центра Ридо для детей с проблемами развития и туристическим центром региона Ридо-Лейкс. Основными сферами занятости в 2010 году были торговля, здравоохранение и социальные услуги, а также промышленное производство. Средний доход работника в возрасте 15 лет и старше после вычета налогов составлял 27 281 доллар, медианный — 23 706 долларов; медианный доход на семью составлял 52 833 доллара после вычета налогов, на домохозяйство — 33 423 доллара. Спустя 10 лет средний годовой доход на жителя в возрасте 15 лет и старше составлял 37 520 долларов после вычета налогов, а медианный 33,6 тыс. долларов. Медианный доход на учётную семью после вычета налогов составлял 73,5 тыс. долларов, а на домохозяйство 56,4 тысячи.
В Смитс-Фолсе расположены Железнодорожный музей Восточного Онтарио, музей канала Ридо и дом-музей викторианской эпохи (англ. Heritage House Museum). В городе действуют два театра и картинные галереи.

## Население и администрация
По данным переписи населения 2021 года, в Смитс-Фолсе проживали 9254 человека — на 5,4 % меньше, чем за пять лет до этого. Средний возраст жителей составлял 45,4 года, медианный — 47,2 года (в среднем по провинции Онтарио соответственно 41,8 и 41,6 года). 15,5 % жителей города составляли дети и подростки в возрасте до 14 лет включительно, 26 % — люди пенсионного возраста (65 лет и старше), в том числе 3,5 % — люди в возрасте 85 лет и старше. Процент пожилых людей в Смитс-Фолсе был существенно выше, чем в среднем по провинции Онтарио(18,5 %).
В 2021 году размер среднего домохозяйства в Смитс-Фолсе составлял 2,1 человека. Около 3/4 домохозяйств состояли из одного или двух жителей. Чуть менее половины всех жителей в возрасте старше 15 лет состояли в официальном или незарегистрированном браке. В городе насчитывалось свыше 600 семей с одним родителем (чаще всего матерью), что составляло четверть от общего числа семей. В целом чуть более чем в половине всех семей были дети, проживавшие с родителями (в среднем 1,7 ребёнка на семью), средний размер учётной семьи — 2,7 человека.
Почти 95 % жителей Смитс-Фолса родились в Канаде (в том числе около 7 % представляют коренные народы Северной Америки), а из примерно 2/3 из жителей-иммигрантов прибыли в Канаду до начала XXI века. Для 95 % жителей города родным языком является английский. Лишь 3 % указали в переписи населения в качестве родного французский язык, ни один другой язык не был назван родным больше чем 1 % жителей Смитс-Фолса. 3/4 населения по данным 2010 года исповедуют христианство: около четверти населения являются католиками, из протестантских деноминаций шире всего представлены англиканстство и Объединённая церковь Канады. Примерно четверть населения нерелигиозна.

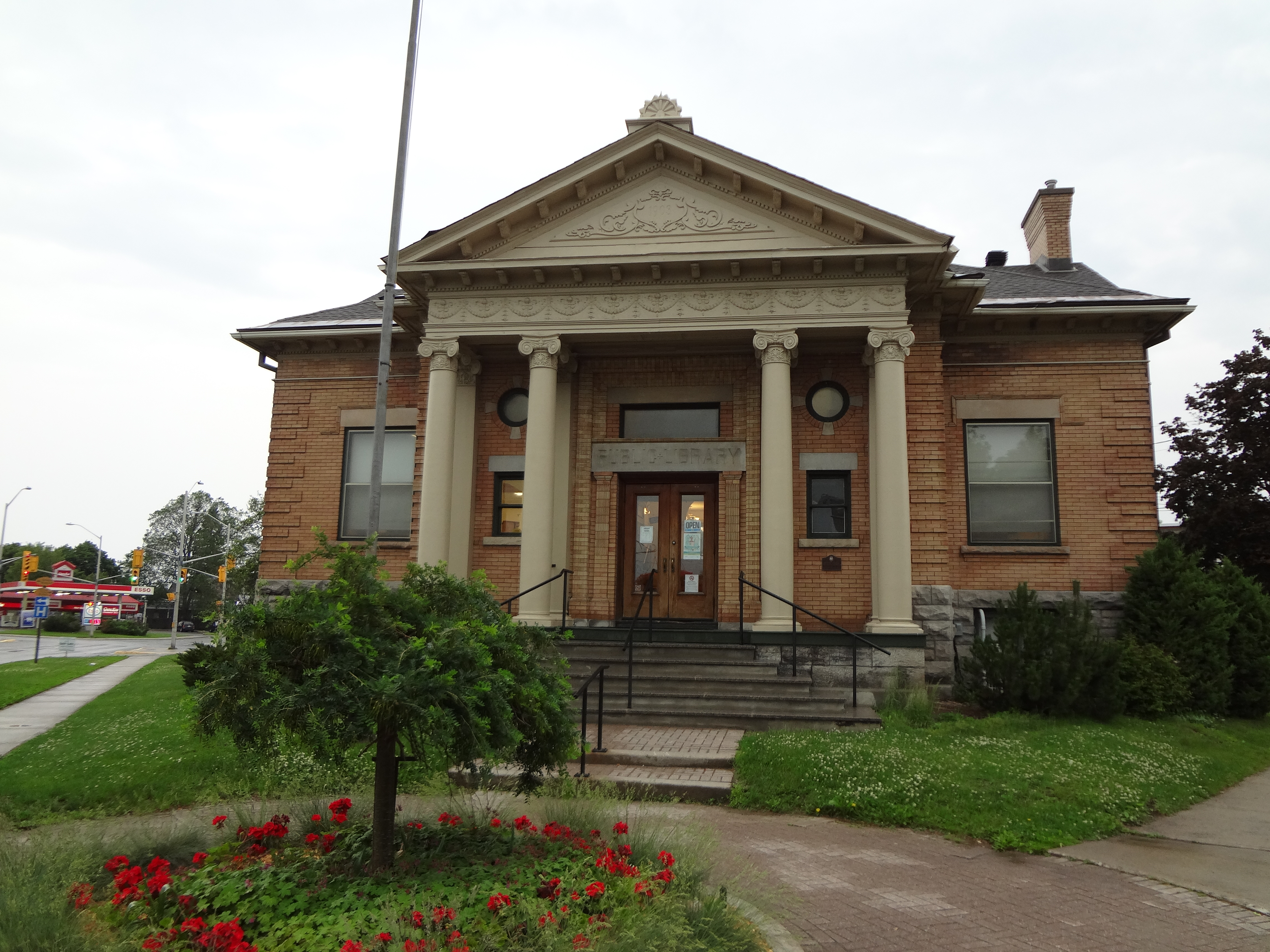
Городская ратуша

Чуть более трети населения в 2021 году имели законченное среднее образование, ещё 41 % — высшее или иное профессиональное образование. Наиболее распространённым среди населения в трудоспособном возрасте было образование в областях здравоохранения, бизнеса, менеджмента и публичной администрации, а также архитектуры и инженерии. 90 % трудоспособного населения в 2021 году были трудоустроены, в основном как наёмные работники (лишь 10 % занимались частным предпринимательством или относились к людям свободных профессий).
В городской совет Смитс-Фолса входят семь депутатов, включая мэра, избираемого отдельным бюллетенем. В 2014 году мэром Смитс-Фолса был избран Шон Джеймс Панкоу.